# Tasso (Terranuova Bracciolini)
Tasso è una frazione del comune italiano di Terranuova Bracciolini, nella provincia di Arezzo, in Toscana.
Il paese è posto sulla sommità di una collina a circa 3,5 km dal capoluogo comunale.

## Geografia fisica
Geologicamente il colle del Tasso è un fossile sedimentario dell'antico Lago Pliocenico del Valdarno Superiore come dimostrano anche le numerose balze che dal Tasso si protraggono fino alle pendici del monte Pratomagno. In particolare i componenti geologici del suolo locale risultano essere sabbia al 70%, argilla al 20% e per il resto quarzo, zolfo e lignite. Tipico esempio di questo tipo di composizione geologica è il piccolo ruscello che scorre sotto alla sommità della collina: l'acqua ha un vago colore giallo ed il letto è costituito quasi interamente da sabbia.
Scrive in proposito Emanuele Repetti: «[Tasso] risiede fra Terranuova, Ganghereto, Castiglion Ubertini e la ripa destra dell'Arno, sopra una piaggia di sabbione, che ha servito di cimitero ad un gran numero di giganteschi quadrupedi di razze perdute». Infatti i ritrovamenti fossili nell'area sono stati e sono ancora così numerosi e frequenti che i paleontologi hanno intitolato una delle unità di misura stratigrafiche "Tasso Faunal unit".

## Storia
L'attuale Tasso era anticamente un castello di proprietà dei marchesi Bourbon del Monte Santa Maria come si legge nel testamento del marchese Arrigo II del 1098 in cui il marchese lasciava a sua nonna la contessa Sofia e a sua madre la contessa Adelagita la sua parte dei castelli di Montevarchi, di Leona, Moncione e del Tasso. Come nel caso degli altri tre fortilizi, il vuoto documentaristico non permette di stabilire con puntualità come e quando il castello del Tasso passò dai Bourbon del Monte ai Conti Guidi, certo è che i Guidi si videro riconfermato il possesso del feudo sia da Enrico VI nel 1191 che da Federico II nel 1220. Pare comunque che i Guidi non ne avessero mai preso veramente la signoria e che l'avessero invece affidata ai loro subfeudatari del Valdarno ossia agli Ubertini.
Tra il 1220 e il 1310 il Tasso passò di nuovo di mano e questa volta alla Repubblica Fiorentina. Probabilmente a seguito della vendita che i Conti Guidi fecero nel 1273 a Firenze di molti loro possedimenti, oppure gli Ubertini lo persero come conseguenza della, anche loro, disfatta nella battaglia di Montaperti. Di sicuro non ne erano più signori nel novembre del 1310 quando gli abitanti del castello del Tasso, in quanto liberi cittadini affiliati alla Repubblica, elessero un loro ambasciatore per presentarsi davanti alla Signoria di Firenze ad esporre i problemi che la comunità aveva con gli Ubertini e i Pazzi del Valdarno che sottoponevano il Tasso a continui assalti e devastazioni. Per questo, non avendo forze sufficienti per difendersi da soli, chiedevano che il castello e il suo territorio fosse unito a quello di Montevarchi. Cosa che Firenze concesse e senza che, come di consueto, caricasse con tasse e gabelle la comunità per provvedere alla sua copertura militare. Negli statuti fiorentini del 1415, tuttavia, il castello del Tasso risultava già dipendente da Terranuova.

## Monumenti e luoghi d'interesse
- Chiesa dei Santi Filippo e Giacomo
- Scuole del Tasso

## Economia
Il lato della collina del Tasso più esposto a sud presenta il tipico paesaggio toscano di vigneti e uliveti. E infatti, nei pressi del paese, si trovano sparpagliate una ventina di fattorie che, oltre alla produzione di olio e di vino, si dedicano anche alla pastorizia e alla coltivazione del grano e granturco.